# 自転車旅行

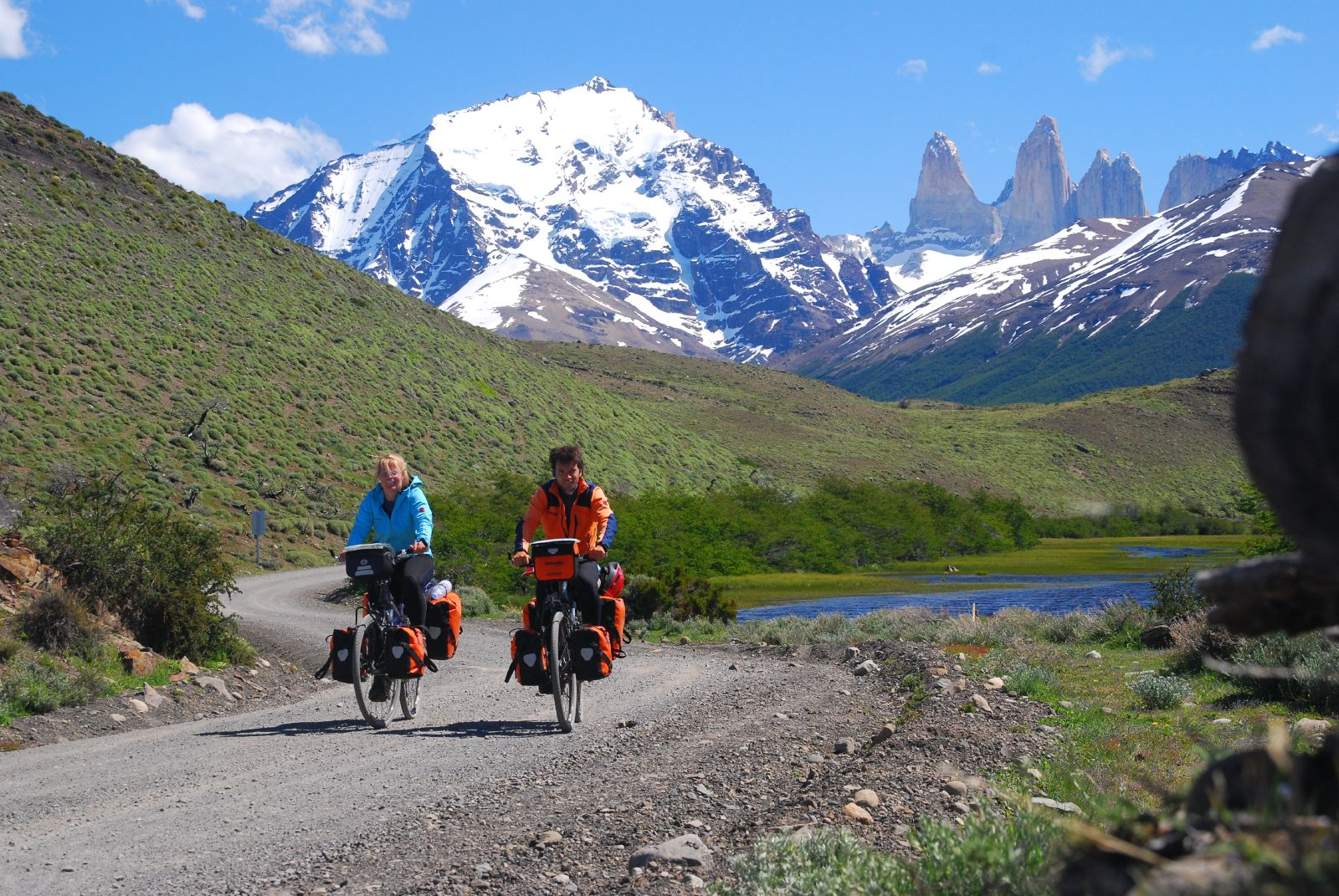
二人でパイネ国立公園をツーリングしているところ

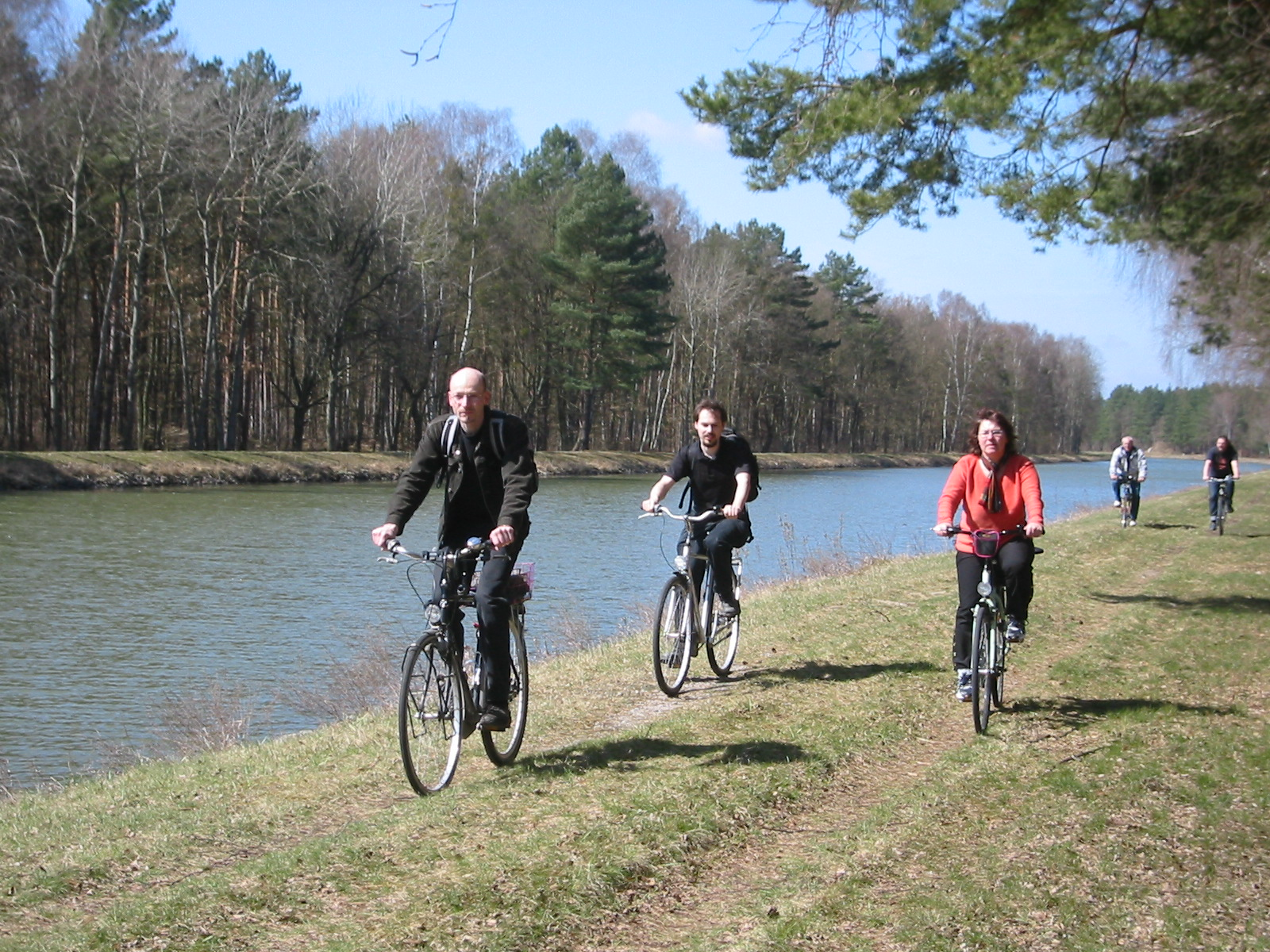
家族でのツーリング

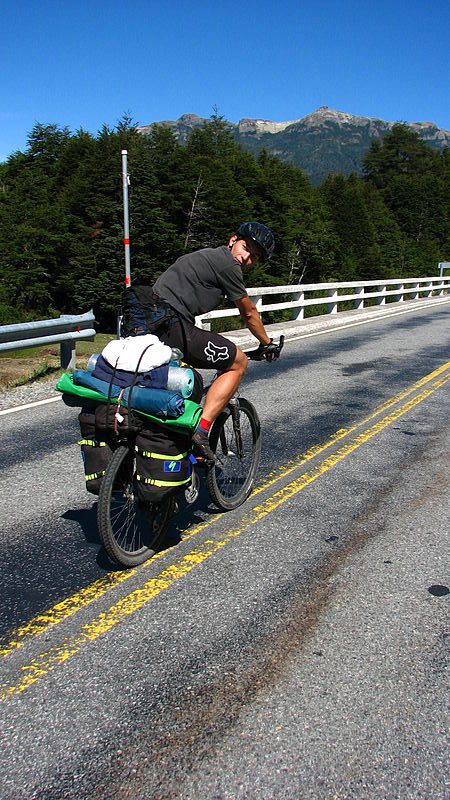
パタゴニアをツーリングしている青年

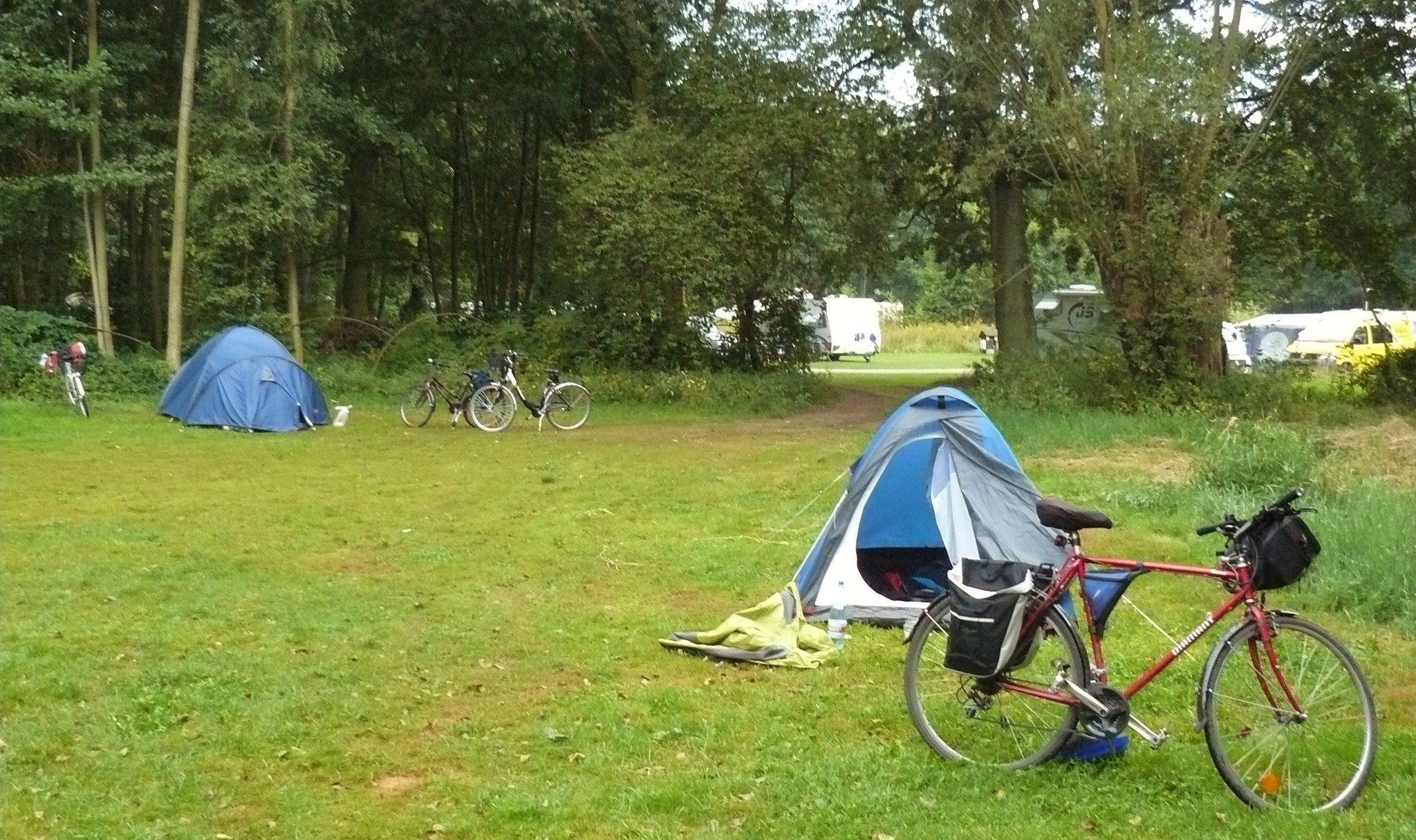
キャンプで行うツーリング。

自転車旅行（じてんしゃりょこう、英: bicycle touring, 仏: Cyclotourisme, 独: Fahrradtourismus, 伊: Cicloturismo）とは、自転車を利用した旅のこと。自転車旅（じてんしゃたび）とも。英語の発音だとトゥーリングに近い。

## 概要
自転車に乗車して移動する以外に押したり担いだりして歩くことも含まれる。広義には旅程で鉄道・バス、あるいは航路（船舶や航空機）を利用して自転車と共に乗り込んで移動する形態（=輪行）を含むが、自転車を自動車に積んで旅行をしながら、その旅程で自転車に乗るスタイルは含まない。
自転車旅行はサイクリングの一種である。サイクリングには次のような種類がある。
ポタリング
身近な場所まで、ピクニック程度に自転車の走行を楽しむこと
ファストラン（快速走行）
サイクリングコースやサイクリングロードなど整備された道を自転車に乗って軽快に走行すること
ツーリング
（リクリエーション本の説明では）宿泊施設を利用しながら数日から十数日の日程で自転車旅行を楽しむこと。キャンプをメインにしてツーリングする人も多い。
アドベンチャーサイクリング
自転車を利用して山への登頂や砂漠の走破、世界一周などにチャレンジすること
これらのうち実際には、日帰りで行う短期のものから、何年もかけていくつもの大陸を横断、縦断したり、世界を一周するような長期間にわたるものまで、様々な規模のものが自転車旅行（サイクル・ツーリング）と称されている。
自転車を手荷物として公共交通機関を利用することは輪行と呼ばれる。「手荷物料の無料化」など、諸制度の改善が進んだことにより、輪行も盛んになっている。

## 歴史

### 欧米での歴史
歴史家のJames McGurnの書籍には、1820年代に行われた ドライジーネでのフランスを巡る旅に関する記述がいくつもある
。
1869年2月17日にはジョン・メイオール、チャールズ・スペンサー、ローリー・ターナーの3名が、ロンドンのトラファルガー広場からブライトンまでの53マイルを15時間かけて自転車で旅し、The Times紙は記者を派遣し馬車で密着させ、記者は「ものすごい自転車熱だ」などと伝えた、という。
1878年にはイギリスで世界初のサイクリングクラブが誕生した。1898年にはヨーロッパの17か国が参加する国際組織が設立された。
1884年4月から1886年12月にかけて、イギリスのトーマス・スティーブンス（Thomas Stevens）が、初の自転車世界一周を、ペニー・ファージングを用いて成功させた。
- ペニー・ファージングで田舎をサイクリングする人々（1887年）
- 自転車での世界一周を最初に成し遂げたトーマス・スティーブンス

### 日本での歴史
日本ではアウトドア活動やキャンピングの人気も高まりキャンプ場の数もそれなりにあるので サイクリストはそれも（正々堂々と）利用可能で、また道の駅の営業時間後にテントを張り営業時間前にテントを撤収するという利用法も（利用法としてはグレーゾーンながら）あるようで、それらの方法で安価な宿泊場所を確保しつつ、日本を巡る長距離の自転車旅も可能だという。

## ツーリングの装備
- 荷物をつんだバイク。ドロップ・バー（ハンドル）、パニアバッグ、バーバッグをつけてある。
- パニアバックをつけた自転車
- 旅行用に装備した自転車
- 自転車用トレーラー

## 旅行ルート
参照：en:List of cycleways

### ユーラシア大陸
- ユーラシア大陸横断：主に中国の北京からポルトガルのロカ岬までを走る。
- シルクロード走破：中国の西安から、イタリアのローマまで。
- ヨーロッパ周遊：「ユーロヴェロ EuroVelo」という全欧自転車道路網、サイクリングロード網が整備されつつあり、2020年に完成予定で、総距離はおよそ70000キロに及ぶ。昔からある自転車道や近年整備された道で さかんに自転車旅が行われている。沿道には、サイクリストのための、工具類もある自転車整備室も備えた宿泊施設が整備されつつある。
- アジア横断：東アジアとトルコを結ぶ。
- インドシナ半島縦断：シンガポールとタイを結ぶ：起伏が少ないため、走りやすい。
- 韓国：主に釜山とソウルを走る。距離は550km程度であり、道中鉄道網や宿場があることから走行は難しくない。ただし、韓国は山岳地形であるので道中、峠越えが何度もある。
- 台湾：主に台湾新幹線にて片道を輪行しての台北〜高雄間約400km弱の縦断や、10日間前後で台湾本島を一周する「自転車環島」が主流。台湾資本で世界的メーカーのジャイアント・マニュファクチャリングやメリダ・インダストリーの2社を擁し、両社が全土にスポーツタイプの車種もレンタル可能な店舗を展開しているため、外国人観光客でも気軽に楽しむことができる。主な台湾省道には二輪車の走行に適した幅広のレーンがあり、河川敷や廃線跡のサイクリングロードを組み合わせた全長900km超の環島1号線が2015年末に完成している。人口密度の高い西海岸だけでなく、田園風景が広がる東海岸でも一定距離ごとにサイクリングターミナル（鐵馬驛站）が整備され、初心者には一部地形の急峻な場所は鉄道での輪行が推奨されている。上級者には本島最北端の富貴角と最南端の鵝鑾鼻の間520kmを走破する「一日双塔（中国語版）」や台北高雄の両都市間を1日以内で走破する「一日双城」が流行している。

### アフリカ
- アフリカ大陸縦断：沿岸部沿い、および内陸横断に分かれる。強烈な日射と熱風にさらされ、道路が十分に整備されていない地域、治安が劣悪な地域が多く、極めて過酷な道中となる。宿場の間隔が広く、補給と安全の確保を十分に考えておく必要がある。

### アメリカ大陸
- アメリカ大陸横断：アメリカ、カナダなどを横断。特に西部で都市と都市の間の距離が長い。
- アメリカ大陸縦断：アラスカから、フエゴ島まで、南北アメリカ大陸を縦断。パナマ-コロンビア国境付近（ダリエンギャップ）は陸地はつながっているものの、整備された道路はなく陸路で通過するのは非常に難しいため、通常海路か空路で迂回する必要がある。
- 南アメリカ縦断：ベネズエラからアルゼンチン最南端の町ウスアイアまで。走行ルートには治安が悪い国もある。

### 大洋州
- オーストラリア大陸縦断：ダーウィンからアデレードまでスチュアート・ハイウェイを走る。内陸部は砂漠が広がり、街と街の間が数百キロ離れていることも珍しくない。夏の最高気温は45度にも達するため、十分な準備が必要である。

### 日本
- 日本縦断：北海道北端から、九州南端（あるいは輪行により沖縄県などまで）
- 日本横断：太平洋側と日本海側を結んで走る
- 五街道
  - 東海道：太平洋沿いを走る。基本的に国道1号に沿って走る。箱根峠、浜名湖などにはバイパスがあり自動車専用。それ以外でも自転車通行禁止のバイパスが静岡県を中心に数多く存在する。
  - 中山道：国道17号・国道18号・国道19号などに沿って走る。沿線は山が多く、峠越えが必要。国道19号の塩尻〜中津川間は「木曽高速」といわれ、夜間の走行は大変危険。迂回が必要。
  - 甲州街道：基本的に国道20号に沿って走る。笹子トンネルは 3 km弱と長く路側帯が無いので危険であり、迂回が望まれる。旧甲州街道はより安全である。相模湖など。
  - 奥州街道：基本的に国道4号に沿って走る。
  - 日光街道
- ナショナルサイクルルート
  - つくば霞ヶ浦りんりんロード
  - ビワイチ
  - しまなみ海道サイクリングロード
  - 太平洋岸自転車道
  - トカプチ400
  - 富山湾岸サイクリングコース

#### 日本各地（地方別）
北海道道央、道南は本州並の人口密度だが、道東、道北は広大な原野、草原、牧場、畑地が広がり、道路も幅広く造られ、信号、交通量が少ない。安価に宿泊できるユースホステル・ライダーハウス・とほ宿やキャンプ場も多い。このような条件から、北海道は自転車旅行者が全国の中で最も多い。ただし、特に道東、道北では都市間が数十キロ以上離れている場合が多く、食糧を調達できる店も見当たらない場合が多いので、補給は計画的に行う必要がある。自動車の走行速度が本州に比べてかなり速い。さらに冬季は積雪のためスパイクタイヤを付けた自転車で行う必要がある。この地域のコースは北海道一周。トカプチ400などが知られている。
東北険しい大山脈が連なる間に平野が広がる地域。太平洋側は国道4号・国道45号、日本海側は国道7号が南北に走る。太平洋側と日本海側との間を横断する場合は、奥羽山脈を越えるため、標高1,000m近くの峠越えとなる。この地域のコースは十和田湖、八幡平方面が知られている。
関東人口が集中する首都圏であるため、休日は日帰りのサイクリストの数が多い。広大な関東平野が広がり、目立った起伏は他地域に比べて少ない。関東は東京を中心として大都市が集中する地域で、変化に富んだ自然や文化遺産にも恵まれ、東京や湘南、武蔵野などのポタリングを楽しむ人々も多い。碓氷峠は横川から軽井沢にかけて長大な登りが続く難所。静岡県に出る場合は、御殿場市を経由するが、箱根峠を経由することもできる。この地域のコースはをはじめとする荒川、多摩川、江戸川、利根川などの河川に沿ったサイクリングロードや、房総半島、狭山丘陵、つくば霞ヶ浦りんりんロード、渡良瀬遊水池、那須高原、日光などが知られる。
甲信越日本アルプスを抱える日本の屋根。走行にはいくつもの峠越えが必須となる。この地域のコースはアルプス山脈の林道ツーリングが知られている。
北陸国道8号が各県の主要都市を結ぶ。山岳地帯が多く、道中親不知、倶利伽羅峠などの難所がある。サイクリングロードもある程度確保されている。この地域のコースは佐渡島一周や能登半島一周、富山湾岸サイクリングコースなどが知られている。
中部・東海東海地方では名古屋市を中心に交通の便がよく平地が広がる。都市は適度な間隔で点在する。中部地方では北部を中心に山地となっている。この地域のコースは浜名湖や太平洋岸自転車道などが知られている。
関西日本第2の都市圏である京阪神を抱え大都市が連なっている。この地域は、歴史的な町並みが多く残されているのも魅力で、京都や奈良はポタリングを楽しむ人々も目立つ。紀伊半島一周には国道42号などが使われるが、起伏が多い。太平洋岸自転車道も国道42号沿いに整備されている。国道24号沿線と大阪府の間には山地があり、国道25号などで山地を迂回して走行すると負担が少ない。この地域のコースは日本最大の湖である琵琶湖一周を行うビワイチをはじめとして、河川沿いや山地ツーリングが知られている。特に京都は日本でもレンタサイクル店が集中しており、京都を観光する旅行客の間で人気がある。
中国瀬戸内側の国道2号は相生市以西において所々で起伏があるが平行する3桁国道を走ることで起伏を軽減することができる。日本海側の国道9号は迂回国道が少ないが、山陰近畿自動車道や山陰自動車道の整備により交通量が減ったり国道指定の外れた区間に自転車走行空間を整備する試みが始まっている。この地域のコースは牛窓や鳥取砂丘などが知られている。
四国瀬戸内側は本州、九州とフェリーが多数往来しているため、渡航がしやすい。特に、尾道〜今治間のしまなみ海道は自転車道があり、サイクリングコースとして知られている。高知県に渡るには、四国山地の峠を越えるか、海沿いの国道を走行する。この地域のコースはしまなみ海道をはじめとして山地ツーリングなどが知られている。四国一周や四国八十八箇所巡りも人気のコースである。
九州北九州市から鹿児島県まで西の熊本県を経由するルートは国道3号、東の大分県、宮崎県を通過するルートは国道10号または平行する国道などを使用する。東西を横断する場合は、九州山地を跨ぐため、アップダウンの厳しい道路を走行せざるを得ない。この地域のコースは宮崎市周辺などが知られている。
沖縄日本最南端の県。沖縄本島を走るか、フェリーを使用しながら離島を走ることになる。離島の場合は輪行できる交通機関は期待できない。この地域のコースは那覇〜名護などが知られている。

## 自転車旅行を扱っている番組や映画
- Pedal The World : （2015年、ドイツ）ドイツ生まれの青年 Felix Starck が、18,000 km 22カ国を、365日ちょうどかけて自転車で巡る旅のドキュメンタリー。
- Janapar: Love on a bike : Tom Allenが、3年半かけ3大陸を巡り、将来 妻となる女性と出会った自転車旅のドキュメンタリーフィルム。
- The road from Karakol : 登山家で長距離サイクリング好きのKyle Dempsterが、キルギスタンの旧ソヴィエト道をたどりつつ、途中の魅力的な山にもできるだけ登りつつ、キルギスタンを巡る旅。

日本のテレビ番組
- にっぽん縦断 こころ旅（NHK BSプレミアム、2011年～）。日本各地の、視聴者から寄せられた手紙に書かれた思い出の地へと、火野正平が自転車で旅する。
- CYCLE AROUND JAPAN（NHKワールド JAPAN）。世界各国でも、日本国内でも放送。さまざまな英語話者がサイクリストとして登場し、日本各地の日本らしい風景を自転車で旅しつつ、世界中の人々のために英語で紹介する。
- 自転車つれづれ旅日和（BS-TBS、2011年10月4日〜　毎週火曜22:00 - 22:54）。片山右京がメインで、毎回ゲストを招き、日帰りや一泊などの自転車旅を行う。
- 小島よしお&狩野英孝のチャリお遍路（BS12、2018年4月8日～2019年3月17日終了）。タイトルの2名が、自転車で四国のお遍路道を旅する。
- 「自転車旅 ユーロヴェロ70000キロ」（NHK BSプレミアム、2019年10月5日初放送）。ヨーロッパ全土で整備が進められていて2020年に全ルートが完成予定で総距離は約70,000キロに及ぶ　自転車専用道（サイクリングロード網）「ユーロヴェロ」（の一部）を、俳優の内田朝陽が自転車で走る、という番組[9]。